# Elektrownia Grootvlei
Elektrownia Grootvlei – elektrownia opalana węglem zlokalizowana w Balfour w prowincji Mpumalanga w Republice Południowej Afryki.

## Historia
Elektrownia posiada sześć bloków po 200 MW każdy. Pierwsze trzy zostały włączone w 1969 roku, a ostatni (blok 6) został uruchomiony w 1977 roku. Z powodu rosnących cen węgla oraz kosztów jego transportu, trzy z tych bloków zostały czasowo zamknięte w 1990 roku.
W 2005 roku z powodu kryzysu energetycznego zdecydowano o ponownym ich uruchomieniu, a także o modernizacji całej elektrowni. Wszystkie bloki zostały stopniowo uruchomione do 2011 roku, dostarczając 1130 MW do sieci Eskom. Chociaż elektrownia jest stara, została zmodernizowana i dostosowana do nowoczesnych wymogów.
Była to pierwsza elektrownia tej wielkości, która miała chłodzenie suche i używała wody zdemineralizowanej jako czynnika chłodzącego, aby przedłużyć żywotność elementów transportujących wodę (rurociągi), a ponadto ograniczyć straty wody.

## Zatrudnienie
Elektrownia (w 2011 roku) stworzyła miejsca pracy dla 3800 osób, przy czym 1100 pracowników pochodziło z lokalnej społeczności.

## Właściciel
Właścicielem jest Eskom Enterprises, spółka należąca do Eskom Holdings, która wytwarza około 95% energii elektrycznej zużywanej w Republice Południowej Afryki i około 45% energii elektrycznej zużywanej w Afryce.